# Triennio liberale spagnolo

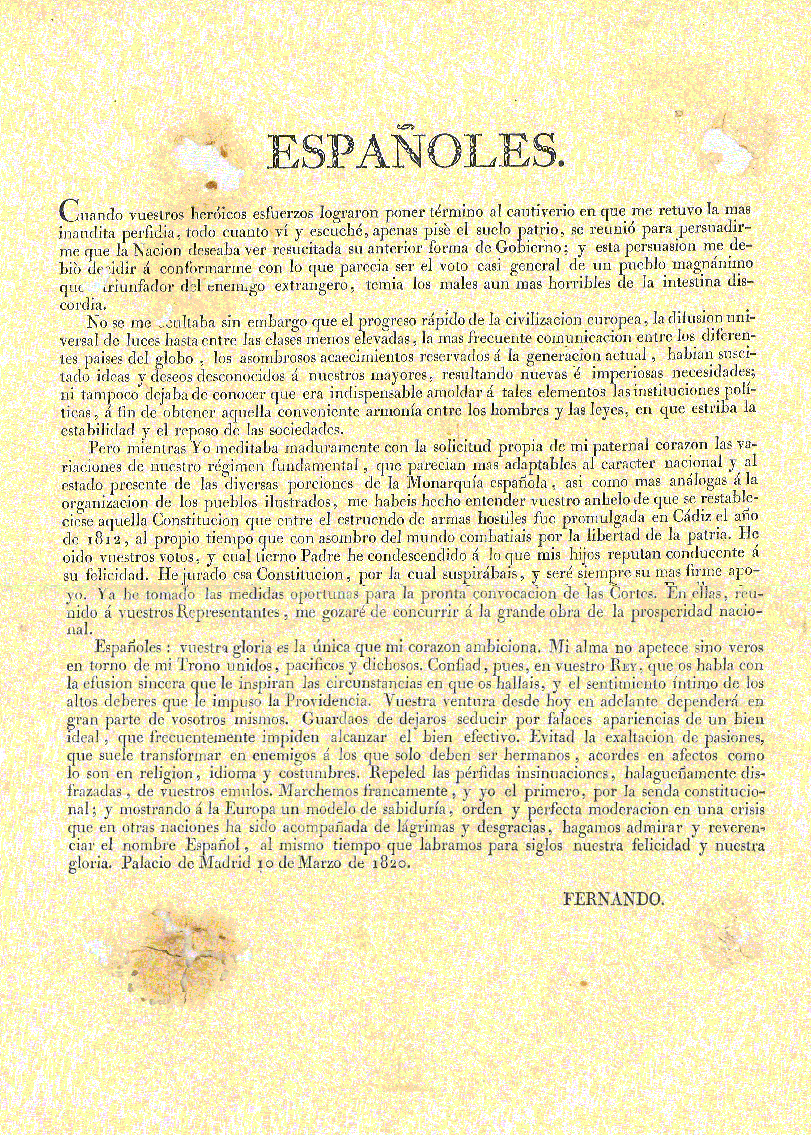
Dichiarazione del giuramento prestato da Ferdinando VII alla Costituzione di Cadice sotto coercizione

L'espressione Triennio liberale (1820-1823), o Triennio Costituzionale, si riferisce ai circa tre anni del lungo regno di Ferdinando VII, compresi fra il pronunciamento militare del tenente colonnello Rafael del Riego, il 1º gennaio 1820, e la revoca della Costituzione, il 1º ottobre 1823.

## La costituzione del 1812
Con l'invasione napoleonica si avrà una sollevazione popolare che porterà alla sconfitta dell'esercito napoleonico. Tale guerra di popolo non si fermerà qui, ma andrà avanti per avere una costituzione, che verrà concessa e promulgata a Cadice nel 1812, la Costituzione di Cadice, moderata ma comunque liberale. Ferdinando VII, al suo ritorno in Spagna nel 1814, la dichiara illegale e scioglie le Cortès.

## La sollevazione militare del 1820
Nel 1820, a seguito della rivolta in Sud America nelle colonie spagnole, il re Ferdinando VII radunò una parte del proprio esercito a Cadice per imbarcarlo alla volta del Sud America. A Cadice vi erano numerosi generali che si erano formati nella guerra di popolo del 1808, che aveva portato all'approvazione della Costituzione di Cadice, e che male avevano digerito la sua cancellazione.
Ma l'esercito si rifiutò di partire, ribellandosi e chiedendo il ripristino della Costituzione di Cadice. Ribellione cui si pose alla testa il giovane generale Rafael del Riego, anch'esso formatosi nella guerra di liberazione del 1808.
Presto molte città del sud della Spagna vennero poste sotto il loro controllo, e si formarono anche delle milizie cittadine.
A questo punto il re fu costretto a ripristinare la Costituzione del 1812, formando dei governi con i generali ribelli più moderati, e a questo punto, l'esercito ribelle si divise, da una parte i moderati che si sentivano soddisfatti, dall'altra parte gli exaltados, che volevano portare la rivoluzione fino in fondo, ovvero alla formazione di una repubblica.
Nel 1821 si arrivò ad uno scontro tra le due branche rivoluzionarie, dove gli exaltados furono sconfitti momentaneamente, ma a questo punto il re Ferdinando VII proclamò una insurrezione filomonarchica dalle campagne, sostenuta dai generali più moderati dell'esercito e dal clero, mentre nel frattempo formava governi sempre più moderati e teneva aperti i canali della diplomazia con i paesi della Santa Alleanza.
I paesi della Santa Alleanza, che si erano riuniti nel congresso di Verona nel 1822, decisero di intervenire per porre fine alla situazione di instabilità politica che la Spagna stava vivendo, affidando questo compito alla Francia reazionaria di Luigi XVIII.
L'intervento francese non avrà problemi ad imporsi, e Riego verrà fatto prigioniero e poi impiccato, mentre la Costituzione verrà nuovamente ritirata.

## Il governo liberale

### Le divisioni del partito liberale
I mesi che seguirono furono caratterizzati da una diffusa instabilità politica. Essa era, anzitutto, legata alla evidente ostilità del sovrano al regime costituzionale. Cui si aggiungeva, da parte liberale, una marcata frattura fra i più moderati liberali doceañistas (con riferimento all'anno della prima promulgazione della costituzione, il 1812), ed i più radicali liberali veintenos (con riferimento all'anno della seconda promulgazione della costituzione, il 1820).

Il confronto non si limitava alle Cortes, ma aveva larghi riflessi nella reciproca ostilità fra società segrete rivali. Fra le quali spiccarono la Massoneria (con i liberali moderati), la Sociedad del anillo (moderata) e la Confederación de caballeros comuneros (radicale).

Quest'ultima, a sua volta, si scisse, all'inizio del 1823, in due gruppi rivali, uno moderato e il secondo estremista, più vicina alle posizioni della Carboneria spagnola.

### Gli insuccessi in politica interna
In un simile clima, non sorprende che la popolazione cominciasse a risentire di una crescente disaffezione verso il governo costituzionale. Che non poté procedere ad alcuna riforma significativa (famoso il caso della mancata abolizione della decima, sostituita da una curiosa 'mezza decima', medio diezmo) e condusse una politica finanziaria rovinosa.
Per compensare le evidenti diffoltà economiche e sociali, la maggioranza parlamentare sapeva ricompattarsi in una politica anti-clericale, che includeva l'abolizione dell'Inquisizione (che non sarebbe stata, poi, mai più reintrodotta), la cacciata dei Gesuiti, sottolineata da alcuni episodi di inutile crudeltà, incluso l'assassinio di 25 di questi ultimi nei pressi di Manresa (Catalogna). Anche in questo stabilendo un pericoloso precedente nella pratica politica, ancor oggi, si può affermare, non del tutto superato.

### Le trame di Ferdinando VII
Ferdinando VII, naturalmente, non si peritava di attizzare tali endemiche rivalità, mentre negoziava in segreto con la Santa Alleanza un intervento militare, capace di rovesciare il governo costituzionale e ripristinare il governo assolutista.

### La cosiddetta prima guerra civile
Il partito reazionario, d'altra parte, forte anche del continuato appoggio del sovrano, cominciò, verso la fine del triennio, una serie di sommosse e tentativi di rovesciare il governo in carica. Iniziative che possono essere considerate come i prodromi del futuro movimento carlista.

## La seconda restaurazione

### L'intervento francese
Le evidenti difficoltà del regime costituzionale facilitarono la decisione delle potenze della Santa Alleanza, le quali autorizzarono, a seguito del congresso di Verona del 9-14 ottobre 1822, la Francia di Luigi XVIII a condurre un corpo di spedizione in Spagna, volto a reintrodurre la monarchia assoluta.
Questi inviò un corpo di spedizione formato da ben 95.000 uomini, i cosiddetti Centomila Figli di San Luigi, e guidato dal duca d'Angoulême.
Questi attraversò la frontiera il 7 aprile 1823 e, il 24 maggio, venne trionfalmente accolto a Madrid. La capitale era stata abbandonata dai liberali radicali, che si erano rifugiati nella grande città commerciale di Cadice, recando con loro il monarca prigioniero.
Qui i deputati liberali delle Cortes Generales si riunirono per votare la destituzione del prigioniero Ferdinando. Ma giunsero anche i francesi, che cominciarono un assedio, concluso il 31 agosto, dopo la battaglia del Trocadero (cui partecipò anche Carlo Alberto di Savoia), con la capitolazione della città.

### Il decennio nefasto
Ferdinando VII, restaurato nei suoi poteri di monarca assoluto, diede inizio alla fase peggiore del suo lungo regno, normalmente richiamata come il Decennio nefasto (1823-1833). Il partito liberale subì, tutto intero, una durissima repressione. Moltissimi furono i notabili ed intellettuali emigrati, specie a Londra, nel quartiere di Somerstown, ove taluni sopravvissero grazie ad un modesto sussidio offerto loro dal governo inglese, per aver combattuto, dieci anni prima, il comune avversario Napoleone. 

Molti anche coloro che furono semplicemente eliminati, a partire dal simbolo della rivoluzione, il Riego, impiccato il 7 novembre 1823 nella Piazza de La Cebada, a Madrid.